# Kollimering

Principskiss för en optisk kollimator.

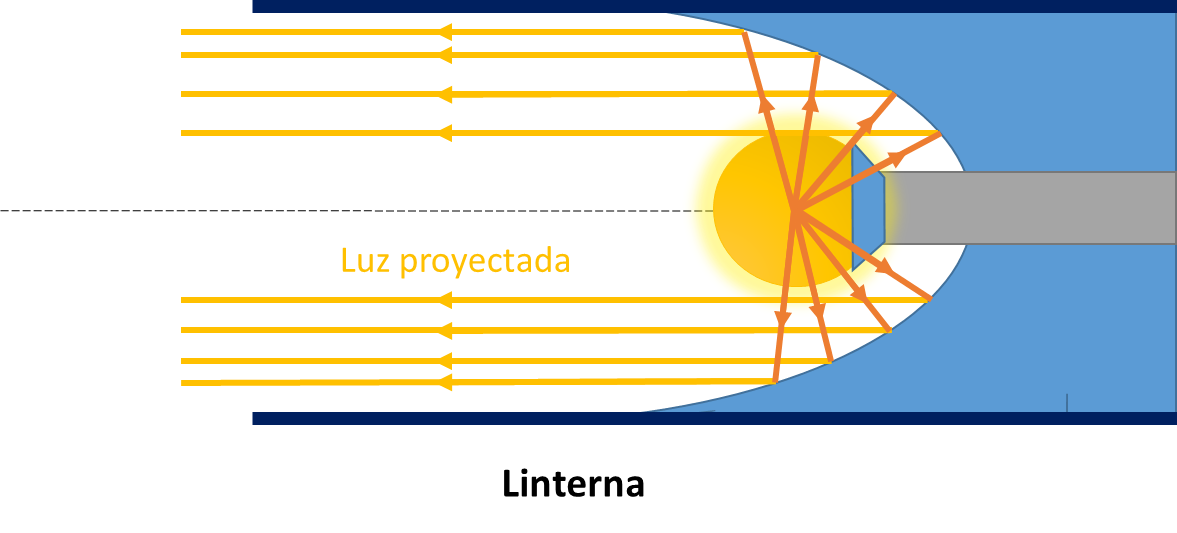
En kollimerad ljusstråle skapad med hjälp av en parabolisk spegel.

Sollerkollimator: En betydande kollimering av den röda strålningen har skett genom att de grå väggarna har absoberat de strålar som har fel riktning och den utgående strålningen är nästan parallell.

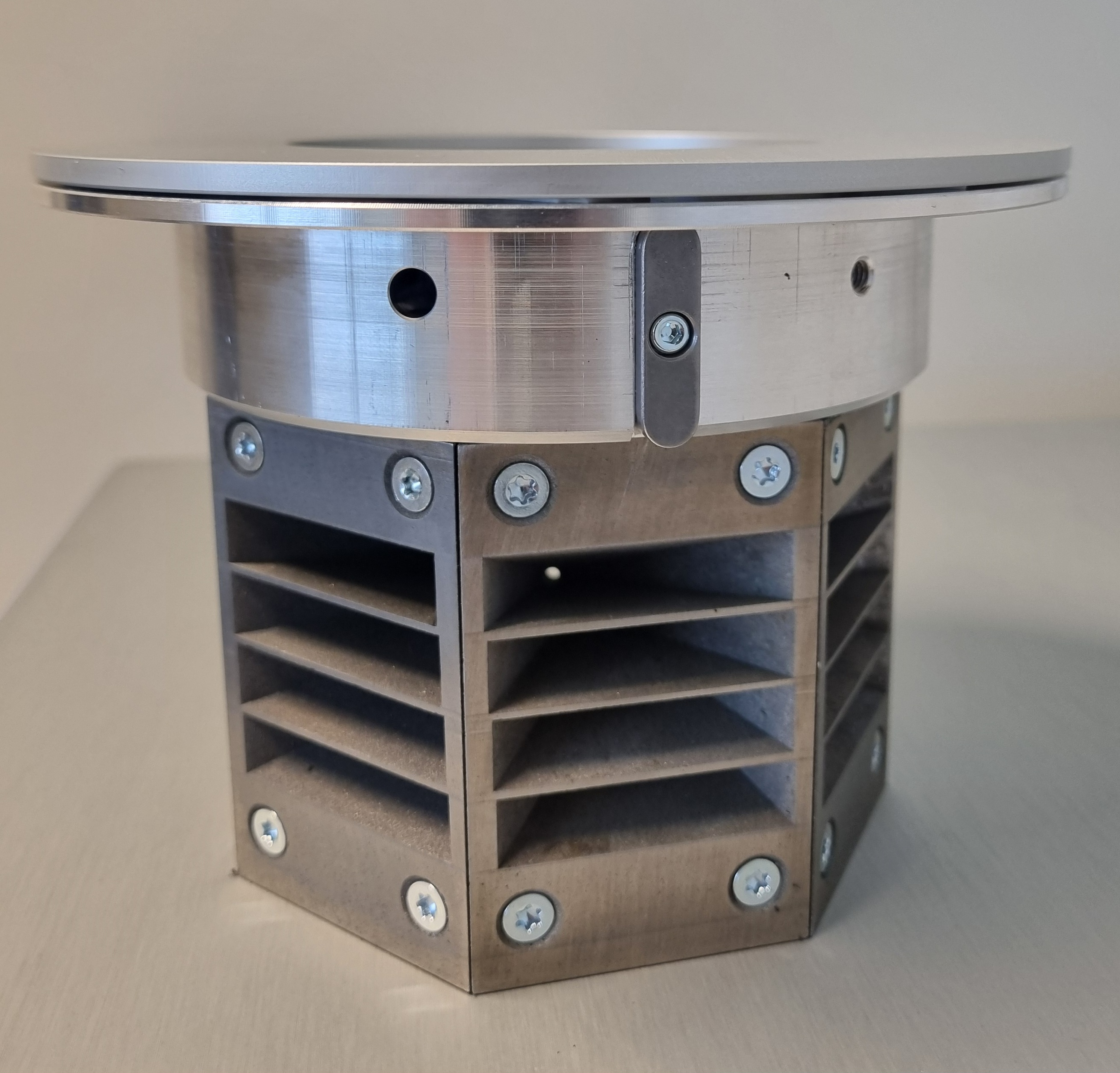
Sollerkollimator sedd från utsidan på en SPECT för djur från Molecubes.

Kollimering (från latin collimare, "kasta i rak riktning", "rikta", "sikta" - ursprungligen en felskrivning av collineare av con- (col- före 'l') "samma" och linea, "linje") innebär inom optik och närbesläktade fält att likrikta något. Ordet används i två huvudbetydelser:
1. Att parallellrikta ljus eller annan strålning.
2. Att rikta ett instrument.
En kollimator är ett instrument eller anordning som åstadkommer kollimering av strålning, det vill säga att göra de från ett lysande föremål utgående strålarna parallella.  En kollimator kan användas till att:
1. Rikta strålning för tillämpningar där spridd strålning av olika skäl är oönskad.
2. Simulera strålning från ett avlägset objekt.
3. Kollimera instrument.

## Kollimering av strålning
En optisk kollimator består av ett rör med en konvex lins i ena änden och en reglerbar öppning i linsens fokalplan i rörets andra ände. Ljusstrålar som passerar öppningen kommer ut mer eller mindre parallella efter att ha passerat linsen - ju mindre öppning, desto bättre kollimering (och svagare ljus).
Inom spektrofotometri används en tunn stråle av kollimerat ljus som får träffa ett prisma eller diffraktionsgitter, vilket delar upp ljuset i ett spektrum. Kollimatorer används också för att rikta ljus som skall ledas in i fiberoptik eller till riktad fordonsbelysning, varvid man i stället för en bländare använder en lysdiod (LED) som "punktformig" ljuskälla.
En kollimerad ljusstråle kan också åstadkommas med en parabolisk spegel där ljuskällan placeras i (eller nära) parabolens fokus. Denna princip används exempelvis till olika former av strålkastare.
Kollimering inom exempelvis röntgenundersökning eller strålbehandling innebär justering så att den strålning som används är parallell, i syfte att röntgenbilden skall bli skarp eller att strålarna hamnar där det är avsett och inte sprids till andra vävnader. En kollimator i dessa sammanhang är en anordning som åstadkommer kollimeringen, vanligtvis ett system av tunna väggar, oftast av bly, som absorberar strålning med alltför avvikande riktning, ofta i ett bikakemönster. En sådan kollimator med skivformiga väggar kallas Sollerkollimator (efter Walter Soller som använde metoden för röntgenstrålning 1924) och den används också i samband med neutronstrålning, varvid man använder bor, kadmium eller gadolinium som neutronabsorberande material..
Även strålar av laddade partiklar kollimeras, exempelvis elektron- och protonstrålar inom strålterapi, jonstrålar inom kärnfysik och nanoteknologi och i stort sett allt som går att skicka iväg inom partikelfysik. Här tillkommer, på grund av patiklarnas laddning, möjligheten att använda elektromagnetiska fält (elektromagnetiska linser) för kollimeringen.

## Kollimering av instrument

Principskiss av kollimator för kollimering av, exempelvis, avvägningsinstrument. A. belyst hårkors, B. bländare, C. lins. Kollimationsaxeln är rödmarkerad. Om instrumentets och kollimatorns axlar sammanfaller gör också mittpunkten för deras hårkors så (förutsatt att hårkorset är kollimerat).

Kollimering av optiska instrument som kikare och teleskop innebär att få de optiska axlarna hos speglar och linser att sammanfalla (kollimationsaxel) och därigenom också få deras plan att vara vinkelräta mot denna axel så att bilden blir skarp. Hos instrument med mer än en optisk axel, som en vanlig binokulär handkikare , innebär det också att få dessa axlar att bli parallella, så att man slipper "dubbelbild".
Kollimering av ett instrument för mätning av polära koordinater inom geodesi (som teodoliter eller totalstationer) eller astronomi kan också innefatta att ställa in de axlar instrumentet vrids kring så att den ena är parallell med lodlinjen för horisontella koordinater (eller jordaxeln för ekvatoriella koordinater), att den andra axeln är vinkelrät mot den första och att teleskopet är vinkelrät mot denna, att justera skalorna för avläsning av mätvärdenna, samt att justera ett hårkors eller en streckplatta så att det befinner sig i kollimationslinjen. Ett instruments avvikelser kallas kollimationsfel. Ett instrument för kontroll och justering av kollimationsfel kallas kollimator. Vid kollimering används ett antal fasta kollimatorer (bänkar med upp till, åtminstone, tio kollimatorer saluförs) för att justera instrumentets inställning i vertikal- och horisontalled.

## Etymologi och historia
"Kollimera" kommer från vissa senare avskrifter av Ciceros verk och har använts i svenska språket sedan åtminstone 1634, då i en betydelse att "syfta till" eller "åsyfta något". I vetenskapliga sammanhang har beteckningen använts sedan åtminstone 1825, då Henry Kater använde både "collimate" och "collimator" i The Description of a Floating Collimator för kollimering av teleskop gentemot lodlinjen och begreppen verkar inte nyskapade (speciellt eftersom han inte förklarar vad de innebär). Merriam-Webster anger tidigaste användning på engelska till 1865, men detta är alltså uppenbarligen fel. Begreppen har därefter lånats in till andra typer av strålning allteftersom de upptäckts, som röntgenstrålning upptäckt 1895, gammastrålning upptäckt 1900, etcetera.